# Raúl González de Cascorro
Raúl González de Cascorro (13 de junio de 1922 – 7 de marzo de 1985) fue escritor cubano Cascorro, pequeño pueblo de la provincia de Camagüey, recibe el nombre de Raúl Antonio González García, sus padres Sixto y Amelia, ambos asturianos y fallecidos, el primero en 1936 y la madre en 1985.

Toma el nombre de Cascorro a sugerencia de un amigo y quita la coma que lo señalaba como “El muchacho de Cascorro” y así surge la idea que oficializó por amor a su pueblo donde pasó los primeros 17 años de su vida.
A partir de entonces se trasladó a Camagüey, a casa de unos familiares. Contaba con solo 4to grado de enseñanza primaria.
Sus estudios primarios los comienza en Cascorro y aprende las primeras letras con Gudelia Galindo, posteriormente alcanzó hasta el cuarto grado en la escuela pública No. 42 de Cascorro, no pudiendo continuar estudios por no existir en esos momentos en su localidad.

## Infancia
Comienza a dibujar y a escribir en las páginas infantiles con solo 9 años, primero con la “Madrecita” en “Carteles” los jueves y luego en “El Mundo” los domingos con “Madabeli”, destacándose con sus dibujos, crucigramas y composiciones en prosa y verso.
En esa etapa era alegre pero no juguetón, dedicaba mucho tiempo a la lectura y a la pintura, aunque también tenía sus preferencias en visitar el campo, montar a caballo o ir al cine, estas opciones fueron siendo cada vez menores cuando a partir de los 14 años muere su padre.
En 1936 tiene que entrar a trabajar en la tienda mixta que poseían. Allí se vendía de todo —sogas, machetes, víveres, etc.— y al ser muy visitada por los campesinos fue familiarizándose con ellos: su iniciación fue espontánea y sus temas fueron variando con la edad y la experiencia acumulada.  

## Adolescencia y madurez
Ya en 1939 casi todos sus libros fueron escritos en Camagüey, pero se llevó a ellos la vivencia del campo adquirido en los 17 años vividos en Cascorro.
Fue un autodidacta hasta que ya en Camagüey se preparó para ingresar en la Escuela Profesional de Comercio.
Es en esta primera etapa en que colabora en la revista ferroviaria “Antorcha”, “el “País Gráfico”, “Ellas”, “Vanidades”, son sus primeros pasos en la cuentística, pero sin la debida madurez. El problema social ya lo refleja en esta época con el cuento “Venganza” en el “País Gráfico”, que trata del maltrato a presos y la muerte del capataz por uno de ellos. 
Gana en 1941 la Medalla de Oro y Flor Natural de los primeros Juegos Florales de la provincia con un poema.[cita requerida]
En mayo de 1942 comienza a trabajar en las oficinas de ferrocarriles de Camagüey como mecanógrafo temporero pasando luego a ser auxiliar en el departamento de Vías y Obras y Administración General, Mecanógrafo y Auxiliar del departamento de Caja. 
Se gradúa como contador en la Escuela Profesional de Comercio de Camagüey el 18 de octubre de 1945.
Ese mismo año es seleccionado como uno de los mejores cancionistas, poetas de la Cadena Camagüeyana de radio.
En 1946 publica su primer libro de versos, Motivo.
A partir de 1950 liga la problemática social del pueblo a toda su obra literaria, antes eran cosas irreales, producto de la mala literatura que le llegaba en revistas principalmente, y a la falta de una orientación de lecturas adecuadas.
Es militante del Parito del Pueblo de Cuba Ortodoxo.
Forma parte del Comité Organizador Provincial de los actos de la primera semana Martiana.
Escribe la obra teatral como homenaje a nuestro héroe “José Martí” “La estrella más brillante”.
Estudia por la enseñanza libre en la facultad de educación de la Universidad de la Habana, graduándose de Doctor en Pedagogía el 9 de noviembre de 1951.
Gana tercera mención en el concurso nacional Hernández Catá con el cuento "Igual a todos", jurado formados por Jorge Mañach, Juan Marinello, Raimundo Lazo, Fernando Ortiz y Antonio Barreras.
Gana tercera mención en el concurso internacional Hernández Catá con “El hijo de Rogelio el Mocho”.
Se escenifica en el Teatro Principal de Camaguey el 28 de octubre el poema-teatro Luminosa Palabra sobre los Derechos del Hombre en la Semana de las Naciones Unidas.
Obtiene en 1952 por concurso-oposicion una cátedra en la Escuela de Comercio impartiendo Geografía General y Cívica internamente mientras llegaba la jubilación del profesor titular. Trabajó el curso 52-53.
- Publica su primer libro de cuentos, Cincuentenario.

- Obtiene el Premio Nacional Hernández Catá con su cuento "La Cadena" de hondas raíces sociales.

- Recibe el homenaje de los Rotarios de la Provincia, así como del Club de Leones.

- Se le rinde homenaje en la sociedad de Instrucción y Recreo "La Alianza" de Cascorro.

- Sus cuentos comienzan a ser publicados en Bohemia y Carteles.

- El Ministro de Educación edita la Antología de Cuentistas Cubanos, dirigida por Salvador Bueno, donde aparece incluido.

Al hacerse en 1953 efectiva la jubilación del profesor titular se obvia el nombramiento que por oposición había ganado y se hace el nombramiento a una recomendada de la esposa de Fulgencio Batista.
Esta muestra de arbitrariedad ocasionó una huelga prolongada, dirigida por los dirigentes estudiantiles, Manuel de Lefrán y Humberto Rodríguez Manso en esta huelga participaron numerosos luchadores estudiantiles como Rodolfo Ramírez Esquivel, Gregorio Junco, Francisco Cabrera y Noel Sánchez Ávila.
Comienza a estudiar Ciencias Comerciales en la Universidad de la Habana que dejó inconclusa en su último año al triunfar la Revolución y ofrecérsele cambios afines a su vocación.
Colaboró en la distribución de material clandestino de mano de un compañero que trabajaba en una billetería: Rafael Esteban Peña y Raúl Braceras, también realizó esta labor en el banco Canadá con Alfredo Álvarez Mola, que suministraba material para distribuir en los ferrocarriles.
Imparte ciclo martiano en la Escuela de Comercio con el objetivo de dar a conocer las ideas políticas de Martí, su figura como revolucionario y lo que de ejemplo a seguir constituía para la juventud. Dicho ciclo culminó con el único homenaje ofrecido en el centro por el centenario del nacimiento de José Martí.
Entre los alumnos destacados están Noel Sánchez Ávila. Durante la etapa insurreccional realizó una labor ideológica a través de la cátedra de Estudios Sociales que impartían. 
En 1954 contrae matrimonio con Gemma Rodríguez Gutiérrez, unión de la que nacerán ocho hijos.
Recibe el Primer Premio Internacional de Concurso Permanente Trimestral del cuento de “El Nacional” de México con “Un Centavo de Sol para su Alma”, este concurso permanente es para todos los escritores hispanoamericanos.
Asume la dirección del grupo “Los Nuevos”, cuya finalidad es desarrollar el movimiento literario y artístico de Camagüey, su lema era “Arte y Cultura”.
Recibe Mención Honorífica en los Premios Florales de Nueva York en composición en prosa.
En 1955 El grupo “los Nuevos” se organiza comenzando su trabajo con el nombre de Tiempo Nuevo. Éstos grupos realizaron una labor importante entre los creadores, editándose libros folletos, revistas culturales, dirigiendo teatro arena experimental, presentando exposiciones, sesiones de teatro leído. Este grupo luchó contra los convencionalismos culturales del capitalismo.
Causa baja en los ferrocarriles el 30 de agosto por jubilación, conforme a lo dispuesto en decreto Presidencial 1535 de fecha 7 de junio de 1955. (Famoso laudo presidencial que dejó cesante a gran cantidad de ferroviarios).
Se dedica a trabajar de forma particular las asignaturas de Matemática, Contabilidad y preparación para la entrada a la Escuela de Comercio.
El 25 de diciembre de 1955 nace su primera hija, Gema.
En 1956 recibe Mención Honorífica del Patronato del teatro con la obra ¨Vella Feliz´´ en el concurso Luis de Soto.
Realiza como invitado, lectura de sus obras en la sociedad cultural Nuestro Tiempo, dirigida por Harold Gramatges.
Se publica Vida sin domingos, un libro de cuentos.
Esconde a algunos de sus alumnos (Gregorio Junco) a raíz del desembarco del Granma, ocupándose del traslado de este para La Habana.
La Universidad Ignacio Agramonte le entrega certificado por haber pasado el curso de psicología impartido por el profesor Emilio Mira y López.
Nace su segundo hijo, Raúl Gustavo, el 4 de noviembre de 1956.
Escribe en 1957 la obra de teatro Árboles sin Raíces.
Se estrena en 1958 en el Colegio Mayor Hispano Americano Nuestra Señora de Guadalupe de la Universidad de Madrid su obra de teatro Parque Bar en la semana de teatro cubano, dirigida por Suárez Radillo.
Obtiene Mención de Honor en el concurso teatral Premio Luis de Soto del Patronato del teatro con la obra Árboles sin Raíces.
Nace su tercer hijo Teresa el 8 de julio de 1958.
En convocatoria nacional por el ministerio de educación en 1959, obtiene el sexto lugar nacional y primero provincial para ocupar plaza de profesor de la escuela de Maestros Primarios.
Nace su cuarto hijo, Juan Carlos, el 23 de noviembre de 1959.
El 25 de febrero de 1960 y mediante resolución Provincial es nombrado profesor Auxiliar de la Cátedra de Ciencias Sociales Grupo IV en la Escuela de Maestros Primarios de Camagüey.
Es Nombrado Jefe de Cátedra de Geografía, Física y Metodología.
Obtiene el premio de la dirección de Cultura del Ejército Rebelde con la obra Regreso a la Raíz.
Se estrena la obra Árboles sin Raíces en la sala Talía.
Es seleccionado para decir las palabras de despedida a los graduados de ese curso en la Escuela de Maestros Primarios.
Pronuncia las palabras centrales en el acto por el 26 de Julio y muerte de Frank País en la Escuela de Maestros Primarios.
Ingresa en 1961 en las Milicias Nacionales Revolucionarias.
Es nombrado secretario Docente de la Escuela de Maestros Primarios de Camagüey.
Su libro de cuentos La Semilla es finalista en el segundo concurso literario de la Casa de Las Américas, recomendándose su publicación.
Participa en el Primer Congreso de Escritores y Artistas de Cuba.
Escribe Piezas de Museo.
Nace su quinto hijo, Lourdes, el 6 de enero de 1961.
Extinguidas las escuelas de Maestros Primarios y crearse las Escuelas de Superación Pedagógica,en 1962 pasa a laborar a la misma, primero como secretario y posteriormente como Director de la misma.
Gana el primer premio de cuentos en el concurso Casa de Las Américas con el libro Gente de Playa Girón, publicándose el mismo.
Obtiene el segundo premio en el concurso José Antonio Ramos de teatro con la obra Aquella Gente Joven.
Gana el Primer Premio de cuentos en el concurso de la alfabetización con el libro Historias de Brigadistas.
Nace su sexto hijo, Miguel Enrique, el 20 de diciembre de 1962.
En 1963 es nombrado jurado cuento en el concurso literario Hispano Americano de Casa de Las Américas.
La novela Concentración Pública es recomendada en el tercer concurso género novela de la Casa de Las Américas, siendo publicada la misma.
Gente de Playa Girón es publicado en ruso por la editorial Ejército con el título No Pasarán.
Se publica la novela Concentración Pública.
Pasa a ocupar en 1964 el cargo de profesor guía provincial del Instituto de Superación Educacional (Geografía).
Obtiene el primer premio periodístico Primero de Mayo que otorga la JUCEI municipal con el artículo "Promesas en Nuestros Días".
Es elegido en 1965  Vanguardia Nacional del ISE (Instituto de Superación Educacional) curso 64-65.
Es enviado a la República Democrática de Alemania en viaje de estudio tomando experiencia que fueron puestas en práctica en la enseñanza de Geografía en la provincia.
Recibe Mención de Oro en el programa El Cuento Diario de Radio Rebelde por su cuento "Inalfabetizable".
Escribe la novela Paraíso Terrenal.
Nace su séptimo hijo, Laura, el 19 de noviembre de 1965.
Es elegido Vanguardia Nacional en 1966.
En el Primer Concurso Cirilo Villaverde convocado por la UNEAC, el jurado da mención y recomienda para su publicación la novela Paraíso Terrenal.
En 1967 pasa a trabajar en la Dirección Provincial de Educación como asesor teniendo a su cargo la Organización y Dirección del Plan Experimental de Educación Artística.
Crea e impulsa la única revista literaria y plástica elaborada por niños de nuestro país, Mi Revista.
Se publica en 1968 el testimonio ´´Gente de San Andrés´´, trabajo realizado en San Andrés de Caiguanabo en Pinar del Río.
Gana en 1969 el Primer Premio de teatro José Antonio Ramos en el concurso de literatura UNEAC con Piezas de Museo.
Recibe diploma de reconocimiento por los éxitos alcanzados del colectivo del Periódico Delante de Camagüey.
Recibe diploma del Consejo Nacional de la Cultura por su participación activa en el primer grupo de teatro infantil profesional.
Pasa a las filas del PCC el 23 de enero de 1970.
Es designado jurado en el concurso de teatro La Edad de Oro.
Recibe mención en el segundo concurso 26 de julio de la FAR con su obra Cuentos de la Revolución.
Gana segunda mención en el concurso de teatro del Consejo Nacional de Cultura con la obra La Jauría.
Se publica el folleto con cuentos de Playa Girón para los círculos de lecturas de secundaria básica. Imprenta Ciudad Escolar.
Se publica la obra de teatro Piezas de Museo.
Desde su inicio preside la Comisión Histórico Cultural del Comité de Solidaridad con Vietnam, Laos y Camboya.
Realiza intercambio cultural Checoslovaquia y Polonia.
Se le rinde en 1971 homenaje por su destacada labor de 30 años en la Delegación Provincial del ICRT y el Consejo Provincial de Cultura.
Realiza en 1972 la investigación sobre la lucha contra Bandidos en la provincia en coordinación con el Ministerio del Interior y las FAR.
Recibe la distinción por su trabajo sistemático durante 10 años en la Educación.
La enseñanza de adultos incorpora el estudio de su Obra en los cursos de Secundaria y Facultad Obrera.
Se transmite en 1973 por la radio la vida de Ignacio Agramonte escrita como homenaje al centenario.
Obtiene Primera Mención Luis Felipe Rodríguez UNEAC con el libro de cuentos Jinete sin Cabeza.
Es solicitado por el ICRT Nacional para trabajar como escritor, petición rechazada para ocupar otra responsabilidad en la provincia.
Nace su octavo hijo, Amalia.
Recibe en 1974 el premio Especial de teatro La Edad de Oro por Vamos a hablar de El Mayor.
Participa como Jurado de cuentos en el concurso de la ´´Casa de las Américas´´.
Recibe el Premio de teatro Julio Antonio Ramos de la UNEAC por El hijo de Arturo Estévez.
Es galardonado con la medalla 460 Aniversario de la fundación de Puerto Príncipe.
Es seleccionado miembro suplente del Comité Provincial del PCC por un período de dos años.
Gana en 1975 Primer Premio testimonio Casa de las Américas con Aquí se habla de combatientes y de Bandidos, publicándose el mismo.
Recibe sello Ho Chi Minh otorgado por el Consejo de Estado de la República Democrática de Vietnam.
Se publica la segunda edición de Gente de Playa Girón.
Se publica Jinete sin Cabeza.
Se publica El hijo de Arturo Estévez. Tiene además dos ediciones publicadas con fines educativos.
Se publica la novela Romper la Noche en la colección Cucuyo, siendo publicada también en ruso.
El Consejo Nacional de Cultura en 1976 le entrega el diploma de la distinción XV Aniversario por su ininterrumpida labor cultural.
Es seleccionado por el comité ejecutivo del Consejo de Ministros miembro del Comité Preparatorio de apoyo al XI Festival Mundial de la Juventud y los Estudiantes.
Fue Jurado en el III encuentro nacional de talleres literarios en la especialidad de teatro.
Fue nombrado presidente en la comisión de narrativa en el activo de la Brigada Hermanos Saiz que sesionó en Ciego de Ávila.
Recibe medalla XX Aniversario del Moncada.
En 1977 es designado jurado en el VI concurso de teatro de ´´La Edad de Oro´´.
Es seleccionado nacionalmente entre los primeros delegados al segundo congreso de la UNEAC.
Participa como jurado en el IV Encuentro-Debate Nacional de talleres literarios.
Se publica El hijo de Arturo Estévez en arte, Moscú.
Participa en el segundo congreso de la UNEAC.
Termina la colección de cuentos Después del Asalto.
En 1978 ocupa el cargo de presidente de la delegación Provincial de la UNEAC desde su fundación hasta su muerte.
Se publican los cuentos infantiles Cuentos de Miguel y Laura.
Se publica el tomo de teatro, ´´Traición en Villa Feliz´´.
Se publica el testimonio ´´ Emboscada y Masacre en Pino Tres´´.
Se publica teatro juvenil con ´´Vamos a hablar de El Mayor´´.
Se publica mínima narrativa ´´ La Ventana y el Tren´´.
Forma Parte del Comité Nacional de la UNEAC.
Se Publica en 1979 la tercera edición de Aquí se habla de combatientes y bandidos.
Se Publica mínima de teatro El fusil y un Maestro Voluntario.
Se Publica Historias de Brigadistas, tomo de cuentos.
Se Publica en 1980 su novela Despedida para el Perro Lobo.
Recibe diploma en el XX Aniversario del primer encuentro Nacional de escritores y Artistas como exponente de los valores culturales de la provincia.
Recibe el sello Ho Chi Minh con ocasión del 85 aniversario del natalicio del mismo, otorgado por la embajada de Vietnam en Cuba.
Viaja representando a la UNEAC Nacional en misión de alto nivel en la semana de la Cultura Cubana en la RDA y Checoslovaquia.
Recibe en 1981 en la habana la distinción por la Cultura Nacional en el salón de recepciones de cubanacán.
Presidió el grupo de trabajo Histórico Ideológico del Palacio de los Pioneros Camilo Cienfuegos.
Recibe en 1982 diploma y Medalla de Amistad otorgada por el Partido y Estado de la República de Vietnam.
Recibe medalla Raúl Gómez García.
Participa en el tercer congreso de Escritores y Artistas de Cuba.
El taller literario Rubén Martínez Villena le entrega en 1983 certificado como miembro de honor en reconocimiento a su entusiasta labor para el desarrollo de ese colectivo.
Se publica selección de cuentos con el título Un centavo de Sol para su Alma.
Recibe en 1984  certificado por su destacada participación en el segundo Salón provincial de artes plásticas como homenaje a El Mayor.
Sale en 1985 el tomo de cuentos La razón de los muertos.
Muere súbitamente el 7 de marzo de 1985.
Se le otorga en 1986  la medalla de la alfabetización post mortum.
Se publica una antología portuguesa con 2 cuentos, La Razón de los Muertos y el hijo de Arturo Estévez.
En 1987 aparece en la antología preparada por Juan Carlos Relaba el cuento En la Sierra.
Recibe la medalla de los CDR post mortum.
En el 2000 Le Entregan el Premio honorífico silvestre de Balboa.

## Reconocimientos
- 1956- Obtuvo mención Honorífica del Patronato del Teatro con la obra Villa Feliz en el concurso Luís de Soto. Realiza lectura y charla sobre su obra en la Sociedad Cultural Nuestro Tiempo, invitado por Harold Gramatges Dirige un nuevo grupo literario artístico.’’Tiempo Nuevo’’
- 1958- Entreno en el colegio Mayor Hispano Americano Nuestra Señora de Guadalupe de la Universidad de Madrid, su obra de teatro Parque Bar en la semana del teatro cubano Mención de honor en el concurso teatral Luís de Soto del Patronato del Teatro con la obra Árboles sin Raíces
- 1961- Nombrado Secretario Docente de la Escuela de maestro primario y supervisor de secundaria básica y privada en Camagüey, Vertiente y Guáimaro. Participó en el 1er Congreso de Escritores y Artista de Cuba
- 1963- Fue nombrado Jurado de Cuento en el IV Concurso Literario Hispano Americano de Casa de las América.
- 1964- Fue profesor guía del Instituto de Superación Educacional en la asignatura de Geografía. Primer premio periodístico convocado por la JUCEI Municipal con el artículo Promesa en Nuestros Días. Elegido vanguardia Nacional del Instituto de Superación Educacional
- 1965- Visita la República Democrática Alemana en viajes de Investigación tomando experiencia que son aplicadas posteriormente en la enseñanza de la Geografía en Camagüey *1966- Elegido vanguardia provincial Primer premio nivel A en el concurso convocado como saludo al V Festival de Aficionado con su obra ‘’La Soledad es Mala Compañía’’ y primer premio nivel B con el ‘’Doctor Regresa’’
- 1967- Pasó a trabajar en la Dirección Provincial de Educación de Camagüey Creó la única revista literaria y plástica elaborada por niños en nuestro país ‘’Mi revista’’
- 1969- Primer premio de teatro José Antonio Ramos en el concurso de literatura de la UNEAC con pieza de Museo
- 1970- Ingresó a las filas del PCC
- 1974- Premio Uneac de teatro

José Antonio Ramos Con El Hijo de arturo estevez.
- 1974- Premio especial de teatro ‘’Concurso la Edad de Oro’’ con Vamos a hablar de El Mayor Fue seleccionado miembro suplente del Comité Provincial del PCC
- 1975-Realizó visita en intercambio cultural en Checoslovaquia, Unión Soviética, Bulgaria y Rumania
- 1976-Seleccionado invitado especial a la Plenaria Nacional del Ministerio de Cultura Medalla XX Aniversario del Moncada
- 1978- Formó parte del Comité Nacional de la UNEAC
- 1983- Diploma de reconocimiento por su condición de destacado en las actividades de las MTT
- 1983- Participó en el II Forum de Literatura

Muchos de sus libros han sido traducidos a otros idiomas. Entre todos, los más recordados son:
- Aquí se habla de combatientes y de bandidos
- Jinetes sin cabeza
- Despedida para el perro lobo
- Emboscada y masacre en Pino 3
- Historia de Brigadistas
- Piezas de museo
- Gente de Playa Girón
- Cicuentenario

Visitó Cascorro en varias oportunidades, donde se le rindió emotivo homenaje por sus méritos. También en Guáimaro fueron adaptas obras suyas y recibió el elogio del pueblo.
Fue un amoroso padre y esposo, vivió una intensa vida al lado de la Revolución, y murió súbitamente el 7 de marzo de 1995. En homenaje a su memoria la Biblioteca Pública de Cascorro y Taller Literario lleva su nombre.